# Rőt koraidenevér
A rőt koraidenevér (Nyctalus noctula) az emlősök (Mammalia) osztályának denevérek (Chiroptera) rendjébe, ezen belül a kis denevérek (Microchiroptera) alrendjébe és a simaorrú denevérek (Vespertilionidae) családjába tartozó faj.

## Előfordulása
Európa nagy részén megtalálható, elterjedési területe átnyúlik Ázsiába is. Skandinávia déli részén, Nyugat-Szibériában, Türkmenisztánban, Üzbegisztánban, Japánban, Észak-Kínában, Burmában, Kasmírban, valamint a Maláj-félszigeten is előfordul.
Magyarországon nagyon gyakori. A ritkás erdők, kultúrtájak lakója.

## Alfajai
- Nyctalus noctula labiata
- Nyctalus noctula lebanoticus
- Nyctalus noctula mecklenburzevi
- Nyctalus noctula noctula

## Megjelenése
Testhossza 6,9–8,2 centiméter, farokhossza 4,1–5,9 centiméter, magassága 1–1,2 centiméter, alkarhossza 4,5–5,5 centiméter és testtömege 15–40 gramm. Robusztus alkatú, széles, domború orral. Füle rövid, lekerekített. Fülfedője szintén rövid, ívelt, végén jóval szélesebb, mint a tövén. A felkar alatt vitorlája erősen szőrözött. Szárnya hosszú, keskeny, az utolsó farokcsigolya csúcsa túlér a farkvitorlán. Testszőrzete egyöntetű vörösbarna. Hátsó karmán sarkantyúkaréja van.

## Életmódja
Már alkonyatkor vadászik, de nappal is találkozhatunk röpködő példányokkal. Röpte gyors (akár az 50 km/h sebességet is elérhetik), egyenes vonalú, melyet csak zsákmányoláskor szakít meg gyors fordulatokkal. Lepkékkel, bogarakkal, nyáron nagy felhőkben kirajzott szúnyogokkal, levéltetvekkel táplálkozik.
Téli álmot alszik. Telelőkolóniái akár 1000 példányt is számlálhatnak. Ősszel 500-1600 kilométert vonul, naponta 20-40 kilométert tesz meg. Leghosszabb ismert vonulási távolsága 2347 kilométer.

## Szaporodása
A hímek jobbára elkülönülten élnek, általában csak párzáskor keresik fel a nőstényeket, melyek június közepén, július elején hozzák világra két, ritkán három utódjukat.